# Хрисостом Киусис
Хрисостом (на гръцки: Χρυσόστομος) е гръцки духовник, солунски и митрополит (1971 - 1986) и атински и гръцки архиепископ (1986 - 2010) на гръцката старостилна Църква на истинно-православните християни на Гърция (Синод на Хрисостом).

## Биография
Роден e на 10 август 1920 година в Еритрес (Криекуки), Гърция, със светското име Атанасиос Киусис (Αθανάσιος Κιούσης) и от малък принадлежи към старостилния разкол. В 1937 година, след като завършва гимназия, е замонашен от архимандрит Калист Макрис (по-късно коринтски старостилен митрополит) под името Хрисостом. В същата година е ръкоположен от епископ Герман Цикладски за йеромонах, а по-късно е възведен в сан архимандрит. След смъртта на йерарха на леринския старостилен синод митрополит Хрисостом в 1955 година, архимандрит Хрисостом става един от членовете на сформирания Църковен съвет от 12 архимандрити, който управлява гръцката старостилна църква. В 1956 година оглавява Съвета като генерален секретар. През януари 1957 година на Втория всегръцки събор на духовенството на Леринския синод, Хрисостом е сред тримата кандидати за епископско ръкополагане. Във втората половина на 50-те години участва в преговорите с Руската православна църква зад граница за създаване на епископат на гръцките старостилници.
През лятото на 1971 година архимандрит Хрисостом е ръкоположен в сан солунски митрополит от архиепископ Авксентий Атински и Гръцки, митрополит Геронтий Пирейски и йерарси на РПЦЗ. В 1974 година Хрисостом излиза от Леринския синод, поради несъгласие с църковната политика на Авксентий Гръцки. След връщането му в Синода в 1985 година, Авксентий е свален и поставен под запрещение, а за нов председател на Синода е избран Хрисостом, възведен в сан архиепископ атински и на цяла Гърция. Интронизацията му става през януари 1986 година.
Умира на 19 септември 2010 година.